# Rayos de sol
«Rayos de sol» es el primer sencillo del productor musical y DJ español José de Rico en colaboración del cantante  dominicano-español, Henry Méndez.
Rayos de sol se estrenó en septiembre de 2011 y ha sido uno de los éxitos del verano 2012, ha alcanzado la posición n.º 2 en el Top Chart español y ha sido un éxito en Europa donde ha alcanzado altos puestos en los Top Charts en Francia y Suiza (entre otros).
La canción fue estrenada conjuntamente con su videoclip oficial de la mano de ROSTER MUSIC.
El 20 de julio de 2012 obtuvo el disco platino durante el festival Playa 40 POP.

## Álbum
Lista de canciones
1. "Rayos de sol" (Original Mix)
2. "Rayos de sol" (Willy Fontana Remix)
3. "Rayos de sol" (Jay T Remix)
4. "Rayos de sol" (Al Muñoz & Danny Murphy Remix)
5. "Rayos de sol" (Al Muñoz & Danny Murphy Remix Afrotech)

Top Chart
| Año (2012)                            | Posición |
| ------------------------------------- | -------- |
| Ultratop 40 Belgian (Wallonia) Charts | 18       |
| SNEP, French Singles Chart            | 4        |
| Spanish Singles Chart                 | 2        |
| Schweizer Hitparade                   | 14       |